# Rudolf Millonig
Rudolf Millonig (* 23. März 1927 in Hall in Tirol) ist ein österreichischer Bildhauer.

## Leben
Rudolf Millonig stammt aus einer Künstlerfamilie; sein Bruder Helmut Millonig ist ebenfalls Bildhauer. Rudolf Millonig besuchte die Kunstgewerbeschule in Innsbruck, wo unter anderen Hans Pontiller sein Lehrer war, und studierte anschließend zwei Semester an der Akademie der bildenden Künste Wien bei Franz Santifaller. Seit 1950 lebt er als freischaffender Künstler in Innsbruck.
Zu seinen Werken zählen vorwiegend sakrale Plastiken wie Statuen, Reliefs, Altäre oder Krippenfiguren.

## Werke

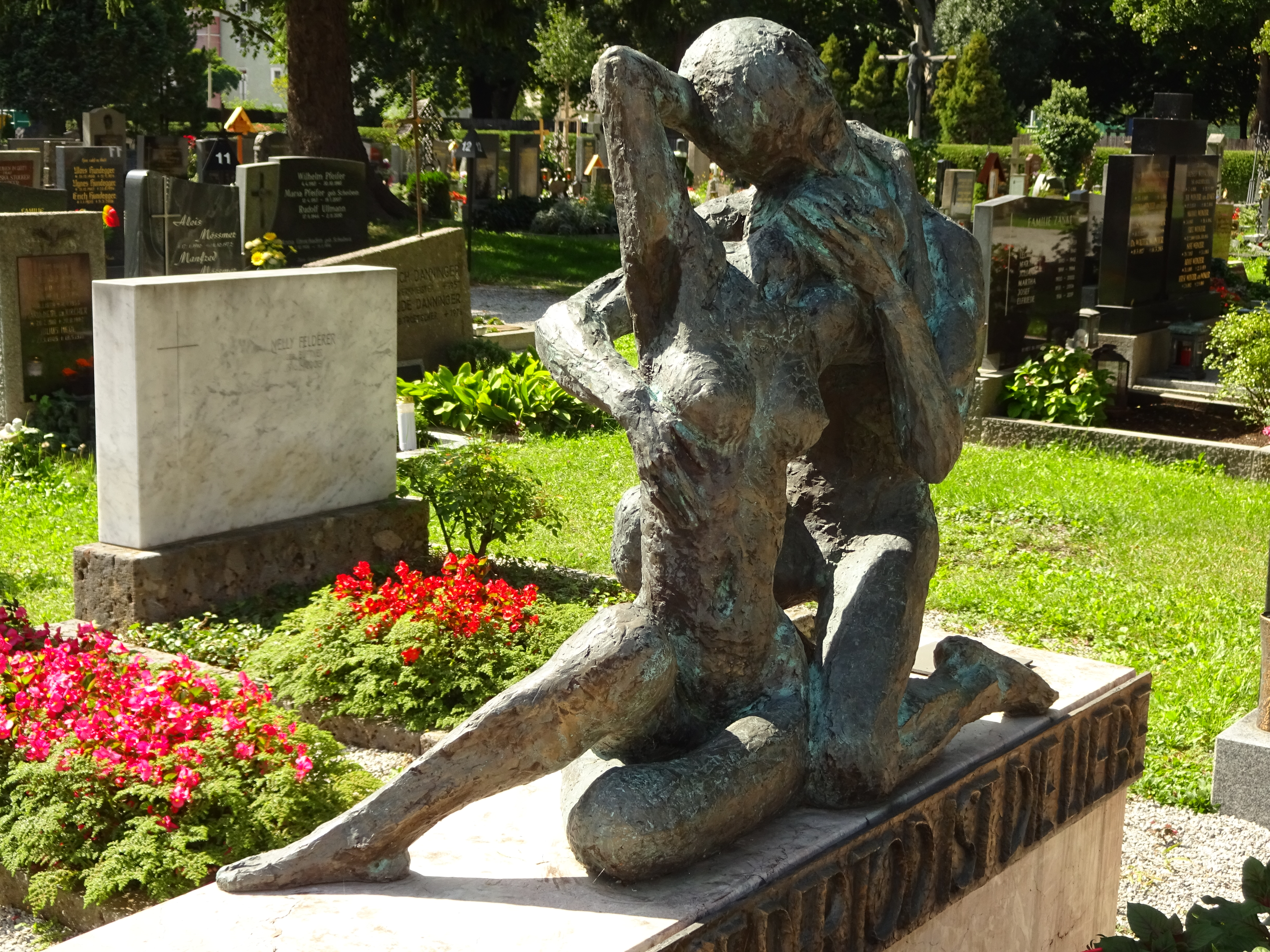
Skulptur eines Liebespaares, Westfriedhof, Innsbruck

- Reliquienschrein des hl. Pirmin, Jesuitenkirche, Innsbruck, 1954[2]
- Franziskusbrunnen, Wattens, um 1955 (zusammen mit Helmut Millonig)[3]
- Kreuzweg, Franziskanerkirche Reutte, 1970[4]
- Christus-Corpus, Pfarrkirche Lechaschau, 1977
- Friedhofs-Zentralkreuz, Collenberg, 1984
- Notburga-Brunnen, Jenbach, 1985
- Hochaltar und Seitenaltäre, Neue Höttinger Pfarrkirche, 1989–1991[5]
- Sakramentsaltar, Pfarrkirche Aldrans, 1990
- Ausstattung, St. Barbara, Marl, 1992
- Hochaltar, Maria am Gestade, Innsbruck, 1992
- Hoch- und Seitenaltäre, Wallfahrtskirche Maria Schmolln, 1993
- Madonna con Bambino  - Acquedolci (Sicily) -Chiesa San Giuseppe del castello "Larcan-Gravina"